# Majeerteen

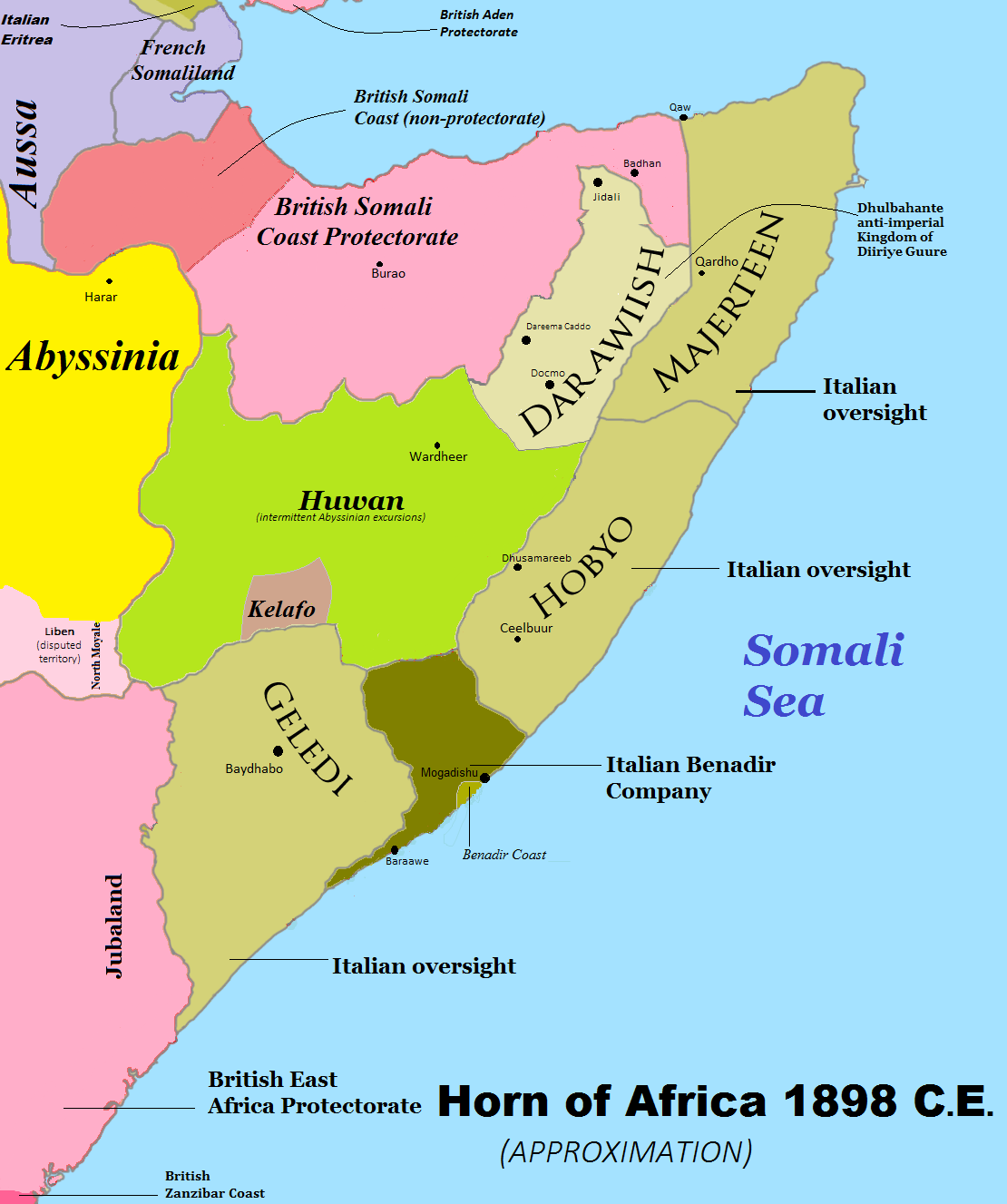
Majeerteen 1898

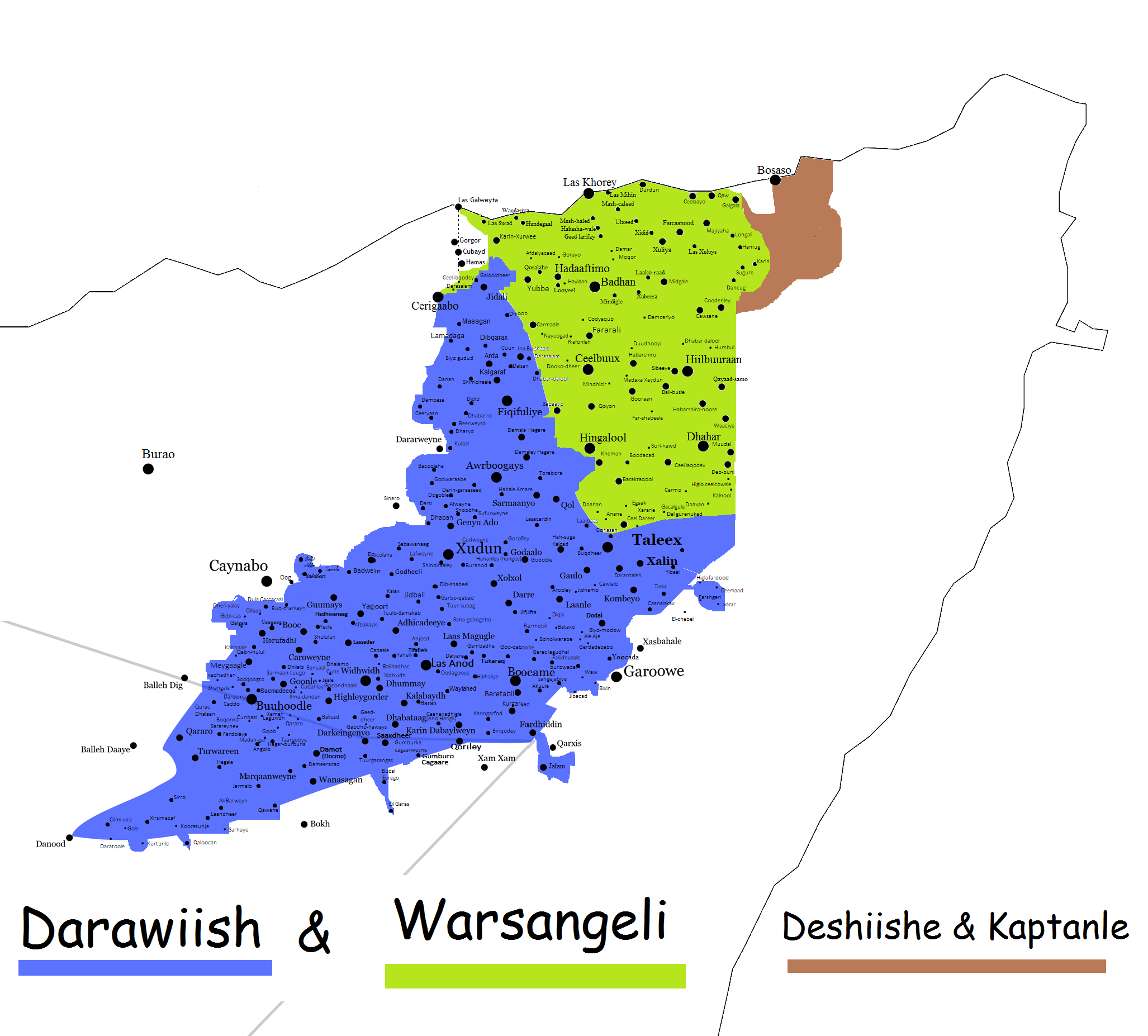
Territoires Daraawiish et Warsangeli

Majeerteen (on trouve aussi les graphies Majerteen, Midjourtine…) désigne une branche du clan somalien Darod. Elle a donné son nom à un territoire du nord-est de la Somalie durant des siècles, à la pointe de la Corne de l'Afrique. Ce territoire était sous l'autorité d'un sultanat indépendant lors de sa colonisation par l'Italie à la fin du XIXe siècle. Maintenant appelé Puntland, cetté région fédérée est l'une des plus stables de Somalie.

## Histoire
Les Majeerteens auraient un ancêtre commun, Mohamed bin Harti bin Amaleh bin Abdi bin Mohammed bin Abdirahman al-Jaberti. Ses descendants supposés se trouvent principalement au nord-est de la Somalie, mais aussi dans l'Ogaden en Éthiopie, ainsi qu'à Kismayo, dans le sud de la Somalie.
En 1889, le sultanat de Majeerteen (Miggiurtine) devient un protectorat italien. Il est annexé en 1908 lors de la création de la Somalie italienne.
Depuis l'indépendance de la Somalie en 1960, deux présidents et deux Premiers ministres sont issus de ce clan, ainsi qu'un sultan et un roi (Boquor) avant 1960. Ils ont occupé de nombreux postes dans des gouvernements des années 1960 et le début des années 1970.
Ils créent le Somali Salvation Democratic Front (SSDF), un groupe armé qui s'oppose au général Siad Barre et participe à la chute de son régime en 1991.
Avec l'explosion de la Somalie dans les années 1990, le territoire majeerteen retrouve une certaine autonomie sous le nom de Puntland. Il est animé au début par le Somali Salvation Democratic Front.

## Personnalités issues de ce clan
Haji Awale Liban, qui dessina le drapeau de la Somalie, et l'écrivain 'Oman Yusuf Kenadeed étaient majeerteen.
- Boqor Osman Mohamoud, sultan jusqu'en 1930
- Hagi Musse Boqor, fils de Boqor Osman Mohamoud, ministre de l'intérieur jusqu'en 1969, président de la Somalie par intérim (1969)
- Salad Hared Ali Daad, vice-président du parlement du Puntland
- Abdullahi Jibril, C.E.O de la Banque africaine de développement
- Mohammed Awale Liban - créateur du drapeau somalien
- Yusuf Ali Keenadiid - fondateur du sultanat de Hobyo (Somalie centrale), 1860-1924
- Bashiir Omar Samater - ancien gouverneur de Jigjig, fils de Omar Samater
- Cismaan Yusuf Keenadiid - frère du Sultan et créateur de l'Osmanya script, 1920
- Yasin Haji Osman Shermarke - membre fondateur et premier leader du Somali Youth League (SYL)
- Daahir Haji Osman Shermarke (Dhegaweyne) - membre fondateur du Somali Youth League (SYL)
- Yaasiin Cismaan Keenadiid, auteurd'un dictionnaire somalien[Lequel ?] et membre fondateur de la Somali Youth League (SYL)
- Abdirashid Ali Shermarke - 1er Premier ministre somalien, 2e président
- Abdirizak Haji Hussein - 2e Premier ministre de la Somalie, 1er ministre de l'Intérieur
- Gen. Mohamed Abshir Muse - 1er chef de la police nationale somalienne
- Abdullah Yusuf Ahmed - président du gouvernement fédéral somalien de transition du 14 octobre 2004 au 29 décembre 2008

(4 ans, 2 mois et 15 jours) 
- Gen. Mohamed Jibriil Muse, chef de l'Armée nationale de la sécurité[Quand ?]
- Hassan Abshir Farah, Premier ministre du gouvernement de transition somalien 2003-2004
- Adde Muse Hersi, président actuel[Quand ?] du gouvernement régional du Puntland
- Yasin Nur Hasan, ministre de l'Intérieur de la Somalie et chef de la Somali Youth League (SYL)
- Gen. Mohamed Said Hersi (Morgan), ministre de la défense[Quand ?]
- Abdirahman Jeylani Mohammed, penseur et homme politique somalien
- Mohamed Ali Warseme, ancien ministre de l'Éducation
- Jama Ali Jama, colonel de l'armée somalienne et ancien président du Puntland
- Asha Gelle Dirie, femme politique somalienne

### Source
Cet article est une traduction partielle ou totale de l'article Majeerteen (en)